# Jean Vallerand
Pour les articles homonymes, voir Vallerand.
Jean Vallerand, musicien, compositeur, critique musical, journaliste et professeur québécois né le 24 décembre 1915 à Montréal et mort le 24 juin 1994 à Montréal.

## Biographie
D'abord critique musical aux quotidiens Le Canada (1941-1946), Montréal-Matin (1948-1949), Le Devoir (1952-1961), Le Nouveau-Journal (1961-1962) et La Presse (1962-1966), il a été secrétaire général du Conservatoire de musique de Montréal fondé par Wilfrid Pelletier, puis directeur de la musique au réseau français de Radio Canada entre 1964 et 1966. Conseiller culturel à la délégation générale du Québec à Paris (1966-1970), directeur général de la formation musicale au ministère des Affaires culturelles du Québec (1970-1973), directeur du service des arts d'interprétation (1973-1975), directeur du Conservatoire de musique et d'art dramatique du Québec (1971-1973), ainsi que secrétaire général de l'Orchestre des jeunes du Québec (1977-1978), il prend finalement sa retraite en 1980.

## Œuvres
On lui doit des compositions symphoniques (Le diable dans le Beffroi (1942), d'après la nouvelle d'Edgar Allan Poe, Cordes en mouvement), une sonate pour violon et plusieurs musiques de scène pour le théâtre, ainsi qu'un « opéra de poche » comme il le disait lui-même, intitulé Le Magicien (1961), présenté pour la première fois en 1962 dans la salle de concert du camp des Jeunesses musicales du Canada, près du Mont Orford. Il a collaboré activement aux émissions de Radio-Collège entre 1945 et 1956. Auteur de plusieurs articles en tant que critique musical, on lui doit également un opuscule d'initiation aux instruments pour les enfants (La musique et les tout petits) et Introduction à la musique, d'un abord plus technique et où se manifeste son talent d'écrivain[évasif].

## Distinctions
- 1991 - Chevalier de l'Ordre national du Québec